# Divin Mubama
Divin Saku Mubama, född 25 oktober 2004 i Newham, är en engelsk fotbollsspelare som spelar för Manchester City.